# Теодор Тольсдорф
Теодор Тольсдорф (нім. Theodor Tolsdorff; нар. 3 листопада 1909, Ленарті (Східна Пруссія, нині Польща) — пом. 25 травня 1978, Дортмунд) — німецький воєначальник часів Третього Рейху, генерал-лейтенант (1945) Вермахту. Один з 27 кавалерів Лицарського хреста з Дубовим листям, мечами та діамантами (1945). У війну вступив в ранзі оберлейтенанта, закінчив одним з наймолодших генералів німецької армії. За час бойових дій був 14 разів поранений.

## Біографія
Син офіцера. Під час Першої світової війни його рідні місця зайняли російські війська, і Тольсдорф з матір'ю були змушені виїхати на Захід. Закінчив сільськогосподарське училище і почав керувати успадкованим маєтком. В 1934 році поступив добровольцем в 1-й піхотний полк (Інстербург). 1 червня 1936 року переведений в 22-й піхотний полк (Гумбіннен). З 1 жовтня 1938 року — командор 14-ї (протитанкової) роти 22-го фузілерного полку. Учасник Польської і Французької кампаній, а також німецько-радянської війни. Бився в Прибалтиці, а потім на підступах до Ленінграду, в тому числі в районі Шліссельбурга.
У вересня 1941 року важко поранений. Після одужання в квітні 1942 року повернувся на фронт, але через декілька тижнів був знову важко поранений в боях під Ленінградом (йому ампутували праву ногу). Вілтку 1942 року в боях під Волховим був важко поранений в головую Після одужання 1 січня 1943 року призначений командиром 1-го батальйону 22-го фузілерного полку, з листопада 1943 року — командир полку, з яким був перекинутий в район Одеси. Після чергового поранення в квітні 1944 року переведений в офіцерську школу в Меці, але потім за особистим проханням повернувся на Східний фронт.  Організував оборону Вільнюса, одержав прізвисько «Віленський лев». З серпня 1944 року — командир 340-ї фольксгренадерської дивізії. З 20 квітня 1945 року — командир 82-го армійського корпусу, став наймолодшим корпусним командиром вермахту. Останній місяць війни провів у боях в Гессені і Тюрингії. В травні 1945 року взятий в полон. В 1947 році звільнений і виїхав у Вупперталь. Працював водієм трамвая, потім — в дорожно-будівельній фірмі. Член Федерального правління Союзу вигнанців.

## Нагороди
- Медаль «За вислугу років у Вермахті» 4-го класу (4 роки)
- Залізний хрест
  - 2-го класу (22 вересня 1939)
  - 1-го класу (23 жовтня 1939)
- Нарукавний знак «За знищений танк»
- Штурмовий піхотний знак в сріблі
- Лицарський хрест Залізного хреста з дубовим листям, мечами і діамантами
  - лицарський хрест (4 грудня 1941)
  - дубове листя (№302; 15 вересня 1943) — за заслуги у боях на Ладозі; вручене особисто Адольфом Гітлером.
  - мечі (№80; 18 липня 1944)
  - діаманти (№25; 18 березня 1945)
- Німецький хрест в золоті (23 серпня 1942)
- Відзначений у Вермахтберіхт (14 липня 1944)
- Нагрудний знак «За поранення» в золоті
- Прусський щит (1977)

Військова кар'єра
- 1934 — унтер-офіцер
- 1 червня 1934 — лейтенант
- 1 жовтня 1938 — оберлейтенант
- 4 грудня 1941 — гауптман
- 1 січня 1943 — майор
- 1 квітня 1944 — оберстлейтенант
- 18 липня 1944 — оберст
- 30 січня 1945 — генерал-майор
- 18 березня 1945 — генерал-лейтенант